# Золотий глобус (58-ма церемонія вручення)
58-ма церемонія вручення нагород премії «Золотий глобус»

21 січня 2001 року
Найкращий фільм — драма: 
«Гладіатор»
Найкращий фільм —
комедія або мюзикл: 
«Майже знамениті»
Найкращий телесеріал — драма:
«Західне крило»
Найкращий телесеріал —
комедія або мюзикл:
«Секс і місто»
Найкращий мінісеріал або телефільм: 
«Непристойні світлини»
< 57-ма • Церемонії вручення • 59-та >
58-ма церемонія вручення нагород премії «Золотий глобус» за заслуги в галузі кінематографу і телебачення за 2000 рік, що відбулася 21 січня 2001 в готелі Беверлі-Гілтон (Беверлі-Гіллз, Лос-Анджелес, Каліфорнія). Номінантів оголосили 21 грудня 2000.

## Список лауреатів і номінантів

### Кіно
Фільми з найбільшою кількістю нагород та номінацій
| Фільм                                    | Перемоги | Номінації |
| ---------------------------------------- | -------- | --------- |
| • «Гладіатор»                            | 2        | 5         |
| • «Трафік»                               | 2        | 5         |
| • «Майже знамениті»                      | 2        | 4         |
| • «Тигр підкрадається, дракон ховається» | 2        | 3         |
| • «Ерін Брокович»                        | 1        | 4         |
| • «Вундеркінди»                          | 1        | 4         |
| • «О, де ж ти, брате?»                   | 1        | 2         |
| • «Вигнанець»                            | 1        | 1         |
| • «Сестричка Бетті»                      | 1        | 1         |
| • «Шоколад»                              | —        | 4         |
| • «Сонячне світло»                       | —        | 3         |
| • «Біллі Елліот»                         | —        | 2         |
| • «Претендент»                           | —        | 2         |
| • «Міс Конгеніальність»                  | —        | 2         |
| • «Перо маркіза де Сада»                 | —        | 2         |
| • «Ти можеш на мене розраховувати»       | —        | 2         |
| • «Та, що танцює у темряві»              | —        | 2         |
| • «Малена»                               | —        | 2         |

• Переможці вказані першими і виділені окремим кольором.
| Категорія                                   | Лауреати і номінанти                                                                       | Лауреати і номінанти                                                  |
| ------------------------------------------- | ------------------------------------------------------------------------------------------ | --------------------------------------------------------------------- |
| Найкращий фільм — драма                     | • «Гладіатор»                                                                              | • «Гладіатор»                                                         |
| Найкращий фільм — драма                     | • «Біллі Елліот»                                                                           |                                                                       |
| Найкращий фільм — драма                     | • «Ерін Брокович»                                                                          |                                                                       |
| Найкращий фільм — драма                     | • «Сонячне світло» / Sunshine                                                              |                                                                       |
| Найкращий фільм — драма                     | • «Трафік»                                                                                 |                                                                       |
| Найкращий фільм — драма                     | • «Вундеркінди» / Wonder Boys                                                              |                                                                       |
| Найкращий фільм — комедія або мюзикл        | • «Майже знамениті»                                                                        | • «Майже знамениті»                                                   |
| Найкращий фільм — комедія або мюзикл        | • «Шоу найкращих» / Best in Show                                                           |                                                                       |
| Найкращий фільм — комедія або мюзикл        | • «Втеча з курника»                                                                        |                                                                       |
| Найкращий фільм — комедія або мюзикл        | • «Шоколад»                                                                                |                                                                       |
| Найкращий фільм — комедія або мюзикл        | • «О, де ж ти, брате?»                                                                     |                                                                       |
| Найкраща чоловіча роль — драма              |                                                                                            | • «Вигнанець» — Том Генкс за роль Чака Ноланда                        |
| Найкраща чоловіча роль — драма              | • «Поки не настане ніч» — Хав'єр Бардем за роль Рейнальдо Аренаса                          |                                                                       |
| Найкраща чоловіча роль — драма              | • «Гладіатор» — Рассел Кроу за роль Максимуса Мерідіуса                                    |                                                                       |
| Найкраща чоловіча роль — драма              | • «Перо маркіза де Сада» — Джеффрі Раш за роль маркіза де Сада                             |                                                                       |
| Найкраща чоловіча роль — драма              | • «Вундеркінди» — Майкл Дуглас за роль професора Греді Тріппа                              |                                                                       |
| Найкраща жіноча роль — драма                |                                                                                            | • «Ерін Брокович» — Джулія Робертс за роль Ерін Брокович              |
| Найкраща жіноча роль — драма                | • «Претендент» — Джоан Аллен за роль Лейн Хенсон                                           |                                                                       |
| Найкраща жіноча роль — драма                | • «Та, що танцює у темряві» — Бйорк за роль Сельми Жескови                                 |                                                                       |
| Найкраща жіноча роль — драма                | • «Реквієм за мрією» — Еллен Берстін за роль Сари Ґольдфарб                                |                                                                       |
| Найкраща жіноча роль — драма                | • «Ти можеш на мене розраховувати» — Лора Лінні за роль Саманти Прескотт                   |                                                                       |
| Найкраща чоловіча роль — комедія або мюзикл |                                                                                            | • «О, де ж ти, брате?» — Джордж Клуні за роль Уліса Еверетта Макгілла |
| Найкраща чоловіча роль — комедія або мюзикл | • «Як Ґрінч украв Різдво» — Джим Керрі за роль Грінча                                      |                                                                       |
| Найкраща чоловіча роль — комедія або мюзикл | • «Фанатик» — Джон К'юсак за роль Роба Гордона                                             |                                                                       |
| Найкраща чоловіча роль — комедія або мюзикл | • «Знайомство з батьками» — Роберт Де Ніро за роль Джека Бірнса                            |                                                                       |
| Найкраща чоловіча роль — комедія або мюзикл | • «Чого хочуть жінки» — Мел Гібсон за роль Ніка Маршалла                                   |                                                                       |
| Найкраща жіноча роль — комедія або мюзикл   |                                                                                            | • «Сестричка Бетті» — Рене Зеллвегер за роль Бетті Сайзмор            |
| Найкраща жіноча роль — комедія або мюзикл   | • «Шоколад» — Жульєт Бінош за роль Вієнн Роше                                              |                                                                       |
| Найкраща жіноча роль — комедія або мюзикл   | • «Врятувати Грейс» — Бренда Блесін за роль Грейс Тревесін                                 |                                                                       |
| Найкраща жіноча роль — комедія або мюзикл   | • «Міс Конгеніальність» — Сандра Буллок за роль Грейс Гарт                                 |                                                                       |
| Найкраща жіноча роль — комедія або мюзикл   | • «Дрібні шахраї» — Трейсі Алмен за роль Френчі Джексон                                    |                                                                       |
| Найкраща чоловіча роль другого плану        |                                                                                            | • «Трафік» — Бенісіо дель Торо за роль Хав'єра Родріґеса              |
| Найкраща чоловіча роль другого плану        | • «Претендент» — Джефф Бріджес за роль Джексона Евенса                                     |                                                                       |
| Найкраща чоловіча роль другого плану        | • «Тінь вампіра» — Віллем Дефо за роль Макса Шрека                                         |                                                                       |
| Найкраща чоловіча роль другого плану        | • «Ерін Брокович» — Альберт Фінні за роль Еда Мезрі                                        |                                                                       |
| Найкраща чоловіча роль другого плану        | • «Гладіатор» — Хоакін Фенікс за роль Коммода                                              |                                                                       |
| Найкраща жіноча роль другого плану          |                                                                                            | • «Майже знамениті» — Кейт Гадсон за роль Пенні Лейн                  |
| Найкраща жіноча роль другого плану          | • «Шоколад» — Джуді Денч за роль Арманди Вуазен                                            |                                                                       |
| Найкраща жіноча роль другого плану          | • «Майже знамениті» — Френсіс МакДорманд за роль Елейн Міллер                              |                                                                       |
| Найкраща жіноча роль другого плану          | • «Біллі Елліот» — Джулі Волтерс за роль Сандри Вілкінсон                                  |                                                                       |
| Найкраща жіноча роль другого плану          | • «Трафік» — Кетрін Зета-Джонс за роль Гелени Айяла                                        |                                                                       |
| Найкраща режисерська робота                 |                                                                                            | • «Тигр підкрадається, дракон ховається» — Енг Лі                     |
| Найкраща режисерська робота                 | • «Ерін Брокович» — Стівен Содерберг                                                       |                                                                       |
| Найкраща режисерська робота                 | • «Трафік» — Стівен Содерберг                                                              |                                                                       |
| Найкраща режисерська робота                 | • «Гладіатор» — Рідлі Скотт                                                                |                                                                       |
| Найкраща режисерська робота                 | • «Сонячне світло» — Іштван Сабо                                                           |                                                                       |
| Найкращий сценарій                          |                                                                                            | • «Трафік» — Стівен Гейген                                            |
| Найкращий сценарій                          | • «Майже знамениті» — Камерон Кроу                                                         |                                                                       |
| Найкращий сценарій                          | • «Перо маркіза де Сада» — Даг Райт                                                        |                                                                       |
| Найкращий сценарій                          | • «Вундеркінди» — Стів Кловз                                                               |                                                                       |
| Найкращий сценарій                          | • «Ти можеш на мене розраховувати» — Кеннет Лонерган                                       |                                                                       |
| Найкраща музика                             | • «Гладіатор» — Ганс Ціммер, Ліза Джеррард                                                 | • «Гладіатор» — Ганс Ціммер, Ліза Джеррард                            |
| Найкраща музика                             | • «Усі вродливі коні» — Ларрі Пекстон, Марті Стюарт, Крістін Вілкінсон                     |                                                                       |
| Найкраща музика                             | • «Шоколад» — Рейчел Портман                                                               |                                                                       |
| Найкраща музика                             | • «Тигр підкрадається, дракон ховається» — Тан Дун                                         |                                                                       |
| Найкраща музика                             | • «Малена» — Енніо Морріконе                                                               |                                                                       |
| Найкраща музика                             | • «Сонячне світло» — Моріс Жарр                                                            |                                                                       |
| Найкраща пісня                              | • «Вундеркінди» — «Things Have Changed» — Боб Ділан                                        | • «Вундеркінди» — «Things Have Changed» — Боб Ділан                   |
| Найкраща пісня                              | • «Та, що танцює у темряві» — «I've Seen It All» — Бйорк, Ларс фон Трієр, Сьйон Сігурдссон |                                                                       |
| Найкраща пісня                              | • «Пригоди імператора» — «My Funny Friend and Me» — Стінг, Дейв Гартлі                     |                                                                       |
| Найкраща пісня                              | • «Радіохвиля» — «When You Come Back to Me Again» — Гарт Брукс, Дженні Єйтс                |                                                                       |
| Найкраща пісня                              | • «Міс Конгеніальність» — «One in a Million» — Боссон                                      |                                                                       |
| Найкращий фільм іноземною мовою             | • «Тигр підкрадається, дракон ховається» (Китай, США)                                      | • «Тигр підкрадається, дракон ховається» (Китай, США)                 |
| Найкращий фільм іноземною мовою             | • «Сука-любов» (Мексика)                                                                   |                                                                       |
| Найкращий фільм іноземною мовою             | • «Малена» (Італія)                                                                        |                                                                       |
| Найкращий фільм іноземною мовою             | • «Сто кроків» / «I cento passi» (Італія)                                                  |                                                                       |
| Найкращий фільм іноземною мовою             | • «Вдова з острова Сен-П'єр» / «La veuve de Saint-Pierre» (Франція)                        |                                                                       |

### Телебачення
Телесеріали з найбільшою кількістю нагород та номінацій
| Фільм                                           | Перемоги | Номінації |
| ----------------------------------------------- | -------- | --------- |
| • «Західне крило»                               | 2        | 5         |
| • «Секс і місто»                                | 2        | 4         |
| • «Фрейзер»                                     | 1        | 4         |
| • «Еллі Макбіл»                                 | 1        | 3         |
| • «Непристойні світлини»                        | 1        | 2         |
| • «Знову і знову»                               | 1        | 1         |
| • «Смерть комівояжера»                          | 1        | 1         |
| • «Остання з білявих красунь»                   | 1        | 1         |
| • «Якщо б ці стіни могли говорити 2»            | 1        | 1         |
| • «Вілл і Грейс»                                | —        | 5         |
| • «Клан Сопрано»                                | —        | 4         |
| • «Малькольм у центрі уваги»                    | —        | 3         |
| • «Нюрнберг»                                    | —        | 3         |
| • «Кохання чи країна: Історія Артуро Сандоваля» | —        | 2         |
| • «На пляжі»                                    | —        | 2         |
| • «Практика»                                    | —        | 2         |

| Категорія                                                                | Лауреати і номінанти                                                                             | Лауреати і номінанти                                                     |
| ------------------------------------------------------------------------ | ------------------------------------------------------------------------------------------------ | ------------------------------------------------------------------------ |
| Найкращий серіал — драма                                                 | • «Західне крило» / The West Wing                                                                | • «Західне крило» / The West Wing                                        |
| Найкращий серіал — драма                                                 | • «CSI: Місце злочину»                                                                           |                                                                          |
| Найкращий серіал — драма                                                 | • «Швидка допомога»                                                                              |                                                                          |
| Найкращий серіал — драма                                                 | • «Практика»                                                                                     |                                                                          |
| Найкращий серіал — драма                                                 | • «Клан Сопрано»                                                                                 |                                                                          |
| Найкращий серіал — комедія або мюзикл                                    | • «Секс і місто»                                                                                 | • «Секс і місто»                                                         |
| Найкращий серіал — комедія або мюзикл                                    | • «Еллі Макбіл»                                                                                  |                                                                          |
| Найкращий серіал — комедія або мюзикл                                    | • «Фрейзер»                                                                                      |                                                                          |
| Найкращий серіал — комедія або мюзикл                                    | • «Малькольм у центрі уваги»                                                                     |                                                                          |
| Найкращий серіал — комедія або мюзикл                                    | • «Вілл і Грейс»                                                                                 |                                                                          |
| Найкращий мінісеріал або телефільм                                       | • «Непристойні світлини» / Dirty Pictures                                                        | • «Непристойні світлини» / Dirty Pictures                                |
| Найкращий мінісеріал або телефільм                                       | • «Хибна безпечність» / Fail Safe                                                                |                                                                          |
| Найкращий мінісеріал або телефільм                                       | • «Кохання чи країна: Історія Артуро Сандоваля» / For Love or Country: The Arturo Sandoval Story |                                                                          |
| Найкращий мінісеріал або телефільм                                       | • «Нюрнберг» / Nuremberg                                                                         |                                                                          |
| Найкращий мінісеріал або телефільм                                       | • «На пляжі»                                                                                     |                                                                          |
| Найкраща чоловіча роль серіалу — драма                                   |                                                                                                  | • «Західне крило» — Мартін Шин за роль Джозая Бартлета                   |
| Найкраща чоловіча роль серіалу — драма                                   | • «Західне крило» — Роб Лоу за роль Сема Сіборна                                                 |                                                                          |
| Найкраща чоловіча роль серіалу — драма                                   | • «Клан Сопрано» — Джеймс Гандольфіні за роль Тоні Сопрано                                       |                                                                          |
| Найкраща чоловіча роль серіалу — драма                                   | • «Перехрестя Гедеона» — Андре Брауер за роль Бена Гедеона                                       |                                                                          |
| Найкраща чоловіча роль серіалу — драма                                   | • «Практика» — Ділан Макдермотт за роль Боббі Доннела                                            |                                                                          |
| Найкраща жіноча роль серіалу — драма                                     |                                                                                                  | • «Знову і знову» — Сіла Ворд за роль Лілі Меннінг                       |
| Найкраща жіноча роль серіалу — драма                                     | • «Клан Сопрано» — Іді Фалко за роль Кармели Сопрано                                             |                                                                          |
| Найкраща жіноча роль серіалу — драма                                     | • «Клан Сопрано» — Лоррейн Бракко за роль Дженніфер Мелфі                                        |                                                                          |
| Найкраща жіноча роль серіалу — драма                                     | • «Темний ангел» — Джессіка Альба за роль Макс Гевара                                            |                                                                          |
| Найкраща жіноча роль серіалу — драма                                     | • «Справедлива Емі» — Емі Бреннеман за роль Емі Грей                                             |                                                                          |
| Найкраща жіноча роль серіалу — драма                                     | • «Баффі — переможниця вампірів» — Сара Мішель Геллар за роль Баффі Саммерс                      |                                                                          |
| Найкраща чоловіча роль серіалу — комедія або мюзикл                      |                                                                                                  | • «Фрейзер» — Келсі Греммер за роль Фрейзера Крейна                      |
| Найкраща чоловіча роль серіалу — комедія або мюзикл                      | • «Бекер» — Тед Денсон за роль Джона Бекера                                                      |                                                                          |
| Найкраща чоловіча роль серіалу — комедія або мюзикл                      | • «Вілл і Грейс» — Ерік МакКормек за роль Вілла Трумена                                          |                                                                          |
| Найкраща чоловіча роль серіалу — комедія або мюзикл                      | • «Малькольм у центрі уваги» — Френкі Муніз за Малькольма Вілкерсона                             |                                                                          |
| Найкраща чоловіча роль серіалу — комедія або мюзикл                      | • «Усі люблять Реймонда» — Рей Романо за Реймонда Берона                                         |                                                                          |
| Найкраща жіноча роль серіалу — комедія або мюзикл                        |                                                                                                  | • «Секс і Місто» — Сара Джессіка Паркер за роль Керрі Бредшоу            |
| Найкраща жіноча роль серіалу — комедія або мюзикл                        | • «Бетт» — Бетт Мідлер за роль Бетт                                                              |                                                                          |
| Найкраща жіноча роль серіалу — комедія або мюзикл                        | • «Вілл і Грейс» — Дебра Мессінг за роль Грейс Адлер                                             |                                                                          |
| Найкраща жіноча роль серіалу — комедія або мюзикл                        | • «Еллі Макбіл» — Каліста Флокхарт за роль Еллі Макбіл                                           |                                                                          |
| Найкраща жіноча роль серіалу — комедія або мюзикл                        | • «Малькольм у центрі уваги» — Джейн Качмарек за роль Лоіс                                       |                                                                          |
| Найкраща чоловіча роль мінісеріалу або телефільму                        |                                                                                                  | • «Смерть комівояжера» — Браян Деннегі за роль Віллі Ломена              |
| Найкраща чоловіча роль мінісеріалу або телефільму                        | • «Нюрнберг» — Алек Болдвін за роль Роберта Джексона                                             |                                                                          |
| Найкраща чоловіча роль мінісеріалу або телефільму                        | • «Нюрнберг» — Браян Деніс Кокс за роль Германа Герінга                                          |                                                                          |
| Найкраща чоловіча роль мінісеріалу або телефільму                        | • «Кохання чи країна: Історія Артуро Сандоваля» — Енді Гарсія за роль Артуро Сандоваля           |                                                                          |
| Найкраща чоловіча роль мінісеріалу або телефільму                        | • «Непристойні світлини» — Джеймс Вудс за роль Денніса Баррі                                     |                                                                          |
| Найкраща жіноча роль мінісеріалу або телефільму                          |                                                                                                  | • «Остання з білявих красунь» — Джуді Денч за роль Елізабет Гарман       |
| Найкраща жіноча роль мінісеріалу або телефільму                          | • «Війна графства Гарлан» — Голлі Гантер за роль Рубі Кінкейд                                    |                                                                          |
| Найкраща жіноча роль мінісеріалу або телефільму                          | • «Американська донька» — Крістін Латі за роль Лісси Ден Гагіс                                   |                                                                          |
| Найкраща жіноча роль мінісеріалу або телефільму                          | • «Мадам Боварі» — Френсіс О'Коннор за роль Емми Боварі                                          |                                                                          |
| Найкраща жіноча роль мінісеріалу або телефільму                          | • «На пляжі» — Рейчел Ворд за роль Мойри Девідсон                                                |                                                                          |
| Найкраща жіноча роль мінісеріалу або телефільму                          | • «Голідей Гарт» — Елфрі Вудард за роль Ванди Дін                                                |                                                                          |
| Найкраща чоловіча роль другого плану серіалу, мінісеріалу або телефільму |                                                                                                  | • «Еллі Макбіл» — Роберт Дауні-молодший за роль Ларрі Пола               |
| Найкраща чоловіча роль другого плану серіалу, мінісеріалу або телефільму | • «Вілл і Грейс» — Шон Гейс за роль Джека Макфарленда                                            |                                                                          |
| Найкраща чоловіча роль другого плану серіалу, мінісеріалу або телефільму | • «Фрейзер» — Джон Махоуні за роль Мартіна Крейна                                                |                                                                          |
| Найкраща чоловіча роль другого плану серіалу, мінісеріалу або телефільму | • «Фрейзер» — Девід Гайд Пірс за роль Найлса Крейна                                              |                                                                          |
| Найкраща чоловіча роль другого плану серіалу, мінісеріалу або телефільму | • «Американська трагедія» — Крістофер Пламмер за роль Лі Бейлі                                   |                                                                          |
| Найкраща чоловіча роль другого плану серіалу, мінісеріалу або телефільму | • «Західне крило» — Бредлі Вітфорд за роль Джоша Лімана                                          |                                                                          |
| Найкраща жіноча роль другого плану серіалу, мінісеріалу або телефільму   |                                                                                                  | • «Якщо б ці стіни могли говорити 2» — Ванесса Редґрейв за роль Едіт Трі |
| Найкраща жіноча роль другого плану серіалу, мінісеріалу або телефільму   | • «Секс і місто» — Кім Кетролл за роль Саманти Джонс                                             |                                                                          |
| Найкраща жіноча роль другого плану серіалу, мінісеріалу або телефільму   | • «Секс і місто» — Синтія Ніксон за роль Міранди Гоббс                                           |                                                                          |
| Найкраща жіноча роль другого плану серіалу, мінісеріалу або телефільму   | • «Виборчі перегони» — Фей Данавей за роль Паркер Гейбл                                          |                                                                          |
| Найкраща жіноча роль другого плану серіалу, мінісеріалу або телефільму   | • «Західне крило» — Еллісон Дженні за роль Сі Джей Крегг                                         |                                                                          |
| Найкраща жіноча роль другого плану серіалу, мінісеріалу або телефільму   | • «Вілл і Грейс» — Меган Маллаллі за роль Карен Волкер                                           |                                                                          |

## Спеціальні нагороди
| Премія імені Сесіля Б. Де Мілля (Нагорода за внесок у кінематограф) |  | Аль Пачіно американський актор, режисер та сценарист італійського походження |
| Міс «Золотий глобус» (Символічний титул)                            |  | Кеті Флінн донька Девіда Флінна та актриси Джейн Сеймур                      |